# Nuevo León
Nuevo León ou Novo Leão é um dos 31 Estados do México, localizado no norte do país. É um estado altamente industrializado, com um índice de desenvolvimento humano maior do que todos os países da América Latina. A capital do estado, Monterrey, é uma das maiores cidades do país, e é sede de muitas empresas de grande porte.
O estado faz fronteira ao norte com o estado norte-americano do Texas; também limíta ao leste com Tamaulipas; pelo oeste com Coahuila e sul com San Luis Potosí.